# Akiko Itoyama
Akiko Itoyama (jap. 絲山 秋子, Itoyama Akiko; * 22. November 1966 in Setagaya) ist eine japanische Schriftstellerin.
Itoyama studierte Politikwissenschaft und Wirtschaft an der Waseda-Universität und arbeitete dann als Verkäuferin für ein Haushaltswaren-Handelsunternehmen. 2004 erhielt sie für den Roman Fukurokōji no otoko den Kawabata-Yasunari-Literaturpreis, im folgenden Jahr für Oki de matsu nach drei aufeinander folgenden Nominierungen den Akutagawa-Preis.